# 巴勃罗·阿维安
巴勃罗·阿维安（西班牙語：Pablo Abián，1985年6月12日—），西班牙男子羽毛球運動員，專長單打項目。

## 簡歷

### 2008年 北京奥运
2008年，巴勃罗·阿维安代表西班牙在北京奥运会羽毛球男子单打比赛中，首圈便被立陶宛的凯斯图蒂斯·纳维茨卡斯淘汰。

### 2010年
2010年3月，巴勃罗·阿维安出战波蘭羽毛球國際賽，在男单决赛以2比0（21-12、21-10）击败了日本名将的佐伯祐行，赢得国际赛男单冠军，亦是他首个國際挑戰賽男单冠军。同年5月，他出战斯洛文尼亞羽毛球國際賽，在男单决赛以2比0（21-14、21-14）击败了意大利名将的Wisnu Haryo Putro，赢得国际赛男单冠军，亦是他首个國際系列賽男单冠军。同年12月，他出战愛爾蘭羽毛球國際賽，在男单决赛以1比2（13-21、21-14、21-23）不敌赛会头号种子、丹麦名将的汉斯-克里斯蒂安·维汀哈斯，赢得亚军。同期12月，他出战意大利羽毛球國際賽，在男单决赛以0比2（13-21、16-21）不敌赛会头号种子、波兰名将的普热梅斯瓦夫·瓦查，赢得亚军。

### 2011年
2011年1月，巴勃罗·阿维安出战瑞典斯德哥爾摩羽毛球國際賽，在男单决赛以2比0（21-19、21-6）击败了丹麦名将的维克托·阿萨尔森，赢得国际赛男单冠军。同年3月，他出战波蘭羽毛球國際賽，在男单决赛以2比0（21-14、21-12）击败了赛会8号种子、俄罗斯名将的弗拉基米尔·伊万诺夫，赢得国际赛男单冠军。同年5月，他出战西班牙羽毛球公開賽，在男单决赛以1比2（11-21、21-7、9-21）不敌丹麦名将的维克托·阿萨尔森，赢得亚军。同年12月，他出战意大利羽毛球國際賽，在男单决赛以2比1（13-21、21-14、21-13）击败了赛会6号种子、芬兰名将的维莱·朗，赢得国际赛男单冠军。

### 2012年 伦敦奥运
2012年3月，巴勃罗·阿维安出战波蘭羽毛球國際賽，在男单準决赛以0比2（15-21、17-21）不敌赛会5号种子、乌克兰名将的德米特罗·扎瓦德斯基。同年5月，他出战西班牙羽毛球公開賽，在男单準决赛以1比2（21-16、18-21、23-25）不敌瑞典名将的加布里埃·乌达尔。同年8月，他代表西班牙出戰英國倫敦舉行的奥林匹克运动会羽毛球比賽男子單打項目，在小組賽階段先以2比1戰勝捷克的彼得·考卡尔，後以0比2負於印尼的陶菲克，最終以一勝一負的小組次名成績出局。

### 2013年
2013年4月，巴勃罗·阿维安出战葡萄牙羽毛球國際賽，在男单决赛以0比2（8-21、9-21）不敌赛会2号种子、马来西亚名将的米斯本·蓝丹，赢得亚军。同年5月，他出战西班牙羽毛球公開賽，在男单準决赛以1比2（21-16、13-21、18-21）不敌赛会5号种子、丹麦名将的乔希姆·佩尔森。同年6月，他代表西班牙参加土耳其梅爾辛举办的地中海運動會羽毛球比賽，赢得男子单打银牌。同年8月，他參加中國廣州舉行的世界羽毛球錦標賽，出戰男子單打項目。他先在首圈以2比0擊敗古巴選手，次圈再以2比0擊敗印度的阿贾伊·贾亚拉姆晉級；但在第三圈面對7號種子、越南的阮進明，卻在先取一局下以1比2（21-15、9-21、10-21）落敗，16強止步。同年10月，他出战匈牙利羽毛球國際賽，在男单準决赛以0比2（15-21、16-21）不敌赛会4号种子、爱沙尼亚名将的劳尔·穆斯特。同年11月，他出战威爾斯羽毛球國際賽，在男单决赛以2比0（21-12、21-13）击败了赛会8号种子、丹麦华裔的郭忠全，赢得国际赛男单冠军。同年12月，他出战愛爾蘭羽毛球公開賽，在男单準决赛以0比2（10-21、10-21）不敌赛会5号种子、德国名将的迪特尔·杜马克，赢得亚军。

### 2014年
2014年1月，巴勃罗·阿维安出战瑞典羽毛球大師賽，在男单準决赛以1比2（17-21、21-15、19-21）不敌赛会2号种子、瑞典名将的亨利·胡尔斯凯宁。同年3月，他出战法國羽毛球國際賽，在男单决赛以2比1（21-16、19-21、22-20）击败了赛会3号种子、俄罗斯名将的弗拉基米尔·马尔科夫，赢得国际赛男单冠军。同年4月，他出战荷蘭羽毛球國際賽，在男单準决赛以0比2（23-25、13-21）不敌赛会3号种子、丹麦名将的拉斯穆斯·弗莱德伯格。同年8月，他參加丹麥哥本哈根舉行的世界羽毛球錦標賽，出戰男子單打項目。首圈因對手退賽而自動晉級，但在第二圈就以1比2（7-21、21-19、10-21）不敵越南的阮進明出局。同年9月，他出战危地馬拉羽毛球國際賽，在男单决赛以3比1（4-11、11-8、11-5、11-10）击败了危地马拉名将的凯文·科登，赢得国际赛男单冠军。同年12月，他出战意大利羽毛球國際賽，在男单準决赛以0比2（14-21、14-21）不敌赛会2号种子、印尼名将的安德鲁·库尔尼亚万·泰德乔诺，赢得亚军。

### 2015年
2015年1月，巴勃罗·阿维安出战瑞典羽毛球大師賽，在男单决赛以0比2（15-21、17-21）不敌赛会头号种子、英格兰名将的拉吉夫·欧斯夫，赢得亚军。同年5月，他出战西班牙羽毛球國際賽，在男单决赛以2比1（21-16、13-21、21-10）击败了赛会5号种子、丹麦名将的拉斯穆斯·弗莱德伯格，赢得国际赛男单冠军。同年6月，他代表西班牙参加阿塞拜疆巴庫举办的歐洲運動會羽毛球比賽，在小组赛阶段分别击败了斯洛文尼亚的伊斯托克·乌特鲁萨以及爱沙尼亚的劳尔·穆斯特，唯有输给了德国的迪特尔·杜马克，以小组第二出线；在16強賽激战三局以2比1（25-23、19-21、21-15）力克赛会7号种子、俄罗斯名将的弗拉基米尔·马尔科夫；在半準決賽以2比0（21-12、21-13）轻取克羅埃西亞的兹沃尼米尔·杜尔金雅克；在準決賽以2比1（20-22、21-16、21-13）击败了立陶宛名将的凯斯图蒂斯·纳维茨卡斯；在金牌賽以2比0（21-12、23-21）击败了赛会8号种子、丹麦名将的埃米尔·霍尔斯特，赢得首届欧运会男子單打冠军。同年7月，他出战白夜羽毛球賽，在男单準决赛以1比2（12-21、21-18、18-21）不敌赛会头号种子、越南名将的阮進明。同年8月，他參加印尼雅加達舉行的世界羽毛球錦標賽，出戰男子單打項目，首圈就以0比2（16-21、13-21）不敵15號種子、印尼的汤米·苏吉亚托出局。同年9月，他出战危地馬拉羽毛球國際賽，在男单準决赛以1比2（21-18、18-21、18-21）不敌赛会4号种子、危地马拉名将的凯文·科登。同期9月，他出战保加利亞羽毛球國際賽，在男单决赛以2比1（21-17、16-21、21-19）击败了赛会3号种子、印度名将的拉贾·梅努里·文卡塔·加卢西达，赢得国际赛男单冠军。同年10月，他出战智利羽毛球國際挑戰賽，在男单决赛以2比0（21-14、21-17）击败了队友的埃内斯托·维拉斯奎兹，赢得国际赛男单冠军。同年11月，他出战巴西羽毛球大獎賽，在男单决赛以0比2（13-21、17-21）不敌中国的林丹，赢得亚军。

### 2016年
2016年4月，巴勃罗·阿维安出战荷蘭羽毛球國際賽，在男单决赛以2比0（21-16、21-15）击败了赛会7号种子、苏格兰名将的基兰·梅里利斯，赢得国际赛男单冠军。同年6月，他出战西班牙羽毛球國際賽，在男单準决赛以0比2（16-21、16-21）不敌赛会6号种子、丹麦名将的安德斯·安东森。同年9月，他出战布拉格羽毛球公開賽，在男单决赛以2比1（10-21、21-17、21-15）击败了德国名将的法比安·罗斯，赢得国际赛男单冠军。同年11月，他出战威爾斯羽毛球國際賽，在男单决赛以2比0（21-16、21-16）击败了赛会7号种子、苏格兰名将的基兰·梅里利斯，赢得国际赛男单冠军。同年12月，他出战愛爾蘭羽毛球公開賽，在男单準决赛以0比2（10-21、7-21）不敌爱尔兰名将的斯科特·埃文斯。

### 2017年
2017年2月，巴勃罗·阿维安出战奧地利羽毛球公開賽，在男单决赛以1比2（10-21、21-12、11-21）不敌赛会2号种子、日本名将的常山幹太，赢得亚军。同年3月，他出战葡萄牙羽毛球國際賽，在男单準决赛以0比2（13-21、17-21）不敌赛会4号种子、丹麦名将的維克多·斯文森。同年7月，他出战白夜羽毛球賽，在男单决赛以2比1（15-21、21-15、18-21）不敌法国名将的托馬斯·魯克塞爾，赢得亚军。同年8月，他參加蘇格蘭格拉斯哥舉行的世界羽毛球錦標賽，出戰男子單打項目，首圈在與印度的萨米尔·维尔马對戰時，因傷中途退出，無緣晉級。同年11月，他出战匈牙利羽毛球國際賽，在男单决赛以1比2（13-21、21-15、12-21）不敌丹麦名将的維克多·斯文森，赢得亚军。同期12月，他出战意大利羽毛球國際賽，在男单决赛以2比1（18-21、21-16、21-14）击败了德国名将的拉斯·申茨勒，赢得国际赛男单冠军。

### 2018年
2018年5月，巴勃罗·阿维安出战斯洛文尼亞羽毛球國際賽，在男单决赛以0比2（18-21、18-21）不敌赛会2号种子、英格兰名将的托比·潘迪，赢得亚军。同年6月，他代表西班牙参加本国举办的地中海運動會羽毛球比賽，赢得男子单打金牌得主。同年7月，他出战白夜羽毛球賽，在男单决赛以2比1（11-21、21-16、21-17）击败了印度名将的阿贾伊·贾亚拉姆，赢得国际赛男单冠军。同年2月，他出战意大利羽毛球國際賽，在男单準决赛以0比2（16-21、17-21）不敌赛会5号种子、法国名将的托马斯·鲁克塞尔。

## 主要比賽成績
只列出曾進入準決賽的國際賽事成績：
| 年份   | 賽事                       | 公開賽級別 | 項目     | 成績   |
| ------ | -------------------------- | ---------- | -------- | ------ |
| 2009年 | 西班牙羽毛球公開賽         | 國際挑戰賽 | 男子單打 | 準決賽 |
| 2010年 | 波蘭羽毛球國際賽           | 國際挑戰賽 | 男子單打 | 冠軍   |
| 2010年 | 斯洛文尼亞羽毛球國際賽     | 國際系列賽 | 男子單打 | 冠軍   |
| 2010年 | 西班牙羽毛球公開賽         | 國際挑戰賽 | 男子單打 | 準決賽 |
| 2010年 | 威爾斯羽毛球國際賽         | 國際系列賽 | 男子單打 | 冠軍   |
| 2010年 | 愛爾蘭羽毛球國際賽         | 國際系列賽 | 男子單打 | 亞軍   |
| 2010年 | 意大利羽毛球國際賽         | 國際挑戰賽 | 男子單打 | 亞軍   |
| 2011年 | 瑞典斯德哥爾摩羽毛球國際賽 | 國際挑戰賽 | 男子單打 | 冠軍   |
| 2011年 | 波蘭羽毛球國際賽           | 國際挑戰賽 | 男子單打 | 冠軍   |
| 2011年 | 西班牙羽毛球公開賽         | 國際挑戰賽 | 男子單打 | 亞軍   |
| 2011年 | 意大利羽毛球國際賽         | 國際挑戰賽 | 男子單打 | 冠軍   |
| 2012年 | 波蘭羽毛球國際賽           | 國際挑戰賽 | 男子單打 | 準決賽 |
| 2012年 | 西班牙羽毛球公開賽         | 國際挑戰賽 | 男子單打 | 準決賽 |
| 2013年 | 葡萄牙羽毛球國際賽         | 國際系列賽 | 男子單打 | 亞軍   |
| 2013年 | 西班牙羽毛球公開賽         | 國際挑戰賽 | 男子單打 | 準決賽 |
| 2013年 | 地中海運動會羽毛球比賽     | 其他       | 男子單打 | 銀牌   |
| 2013年 | 匈牙利羽毛球國際賽         | 國際系列賽 | 男子單打 | 準決賽 |
| 2013年 | 威爾斯羽毛球國際賽         | 國際挑戰賽 | 男子單打 | 冠軍   |
| 2013年 | 愛爾蘭羽毛球公開賽         | 國際挑戰賽 | 男子單打 | 準決賽 |
| 2014年 | 瑞典羽毛球大師賽           | 國際挑戰賽 | 男子單打 | 準決賽 |
| 2014年 | 法國羽毛球國際賽           | 國際挑戰賽 | 男子單打 | 冠軍   |
| 2014年 | 荷蘭羽毛球國際賽           | 國際系列賽 | 男子單打 | 準決賽 |
| 2014年 | 危地馬拉羽毛球國際賽       | 國際挑戰賽 | 男子單打 | 冠軍   |
| 2014年 | 意大利羽毛球國際賽         | 國際挑戰賽 | 男子單打 | 準決賽 |
| 2015年 | 瑞典羽毛球大師賽           | 國際挑戰賽 | 男子單打 | 亞軍   |
| 2015年 | 西班牙羽毛球國際賽         | 國際挑戰賽 | 男子單打 | 冠軍   |
| 2015年 | 歐洲運動會羽毛球比賽       | 其他       | 男子單打 | 金牌   |
| 2015年 | 白夜羽毛球賽               | 國際挑戰賽 | 男子單打 | 準決賽 |
| 2015年 | 危地馬拉羽毛球國際賽       | 國際挑戰賽 | 男子單打 | 準決賽 |
| 2015年 | 保加利亞羽毛球國際賽       | 國際挑戰賽 | 男子單打 | 冠軍   |
| 2015年 | 智利羽毛球國際挑戰賽       | 國際挑戰賽 | 男子單打 | 冠軍   |
| 2015年 | 巴西羽毛球大獎賽           | 大獎賽     | 男子單打 | 亞軍   |
| 2016年 | 荷蘭羽毛球國際賽           | 國際系列賽 | 男子單打 | 冠軍   |
| 2016年 | 西班牙羽毛球國際賽         | 國際挑戰賽 | 男子單打 | 準決賽 |
| 2016年 | 布拉格羽毛球公開賽         | 國際挑戰賽 | 男子單打 | 冠軍   |
| 2016年 | 威爾斯羽毛球國際賽         | 國際挑戰賽 | 男子單打 | 冠軍   |
| 2016年 | 愛爾蘭羽毛球公開賽         | 國際挑戰賽 | 男子單打 | 準決賽 |
| 2017年 | 奧地利羽毛球公開賽         | 國際挑戰賽 | 男子單打 | 亞軍   |
| 2017年 | 葡萄牙羽毛球國際賽         | 國際系列賽 | 男子單打 | 準決賽 |
| 2017年 | 白夜羽毛球賽               | 國際挑戰賽 | 男子單打 | 冠軍   |
| 2017年 | 匈牙利羽毛球國際賽         | 國際挑戰賽 | 男子單打 | 亞軍   |
| 2017年 | 意大利羽毛球國際賽         | 國際挑戰賽 | 男子單打 | 冠軍   |
| 2018年 | 斯洛文尼亞羽毛球國際賽     | 國際系列賽 | 男子單打 | 亞軍   |
| 2018年 | 地中海運動會羽毛球比賽     | 其他       | 男子單打 | 金牌   |
| 2018年 | 白夜羽毛球賽               | 國際挑戰賽 | 男子單打 | 冠軍   |
| 2018年 | 意大利羽毛球國際賽         | 國際挑戰賽 | 男子單打 | 準決賽 |
| 2019年 | 阿爾及利亞羽毛球國際賽     | 國際系列賽 | 男子單打 | 冠軍   |
| 2019年 | 匈牙利羽毛球國際賽         | 國際挑戰賽 | 男子單打 | 冠軍   |
| 2019年 | 愛爾蘭羽毛球公開賽         | 國際挑戰賽 | 男子單打 | 亞軍   |
| 2020年 | 奧地利羽毛球公開賽         | 國際挑戰賽 | 男子單打 | 亞軍   |
| 2020年 | 葡萄牙羽毛球國際賽         | 國際系列賽 | 男子單打 | 準決賽 |
| 2021年 | 波蘭羽毛球公開賽           | 國際挑戰賽 | 男子單打 | 亞軍   |
| 2021年 | 西班牙羽毛球國際賽         | 國際挑戰賽 | 男子單打 | 冠軍   |
| 2021年 | 荷蘭羽毛球公開賽           | 國際挑戰賽 | 男子單打 | 準決賽 |
| 2022年 | 墨西哥羽毛球國際挑戰賽     | 國際挑戰賽 | 男子單打 | 準決賽 |
| 2023年 | 葡萄牙羽毛球國際賽         | 國際系列賽 | 男子單打 | 準決賽 |
| 2023年 | 拉各斯羽毛球國際經典賽     | 國際挑戰賽 | 男子單打 | 亞軍   |
| 2023年 | 危地馬拉羽毛球國際挑戰賽   | 國際挑戰賽 | 男子單打 | 準決賽 |
| 2023年 | 愛爾蘭羽毛球公開賽         | 國際挑戰賽 | 男子單打 | 準決賽 |
| 2024年 | 瑞典羽毛球公開賽           | 國際系列賽 | 男子單打 | 冠軍   |
| 2024年 | 南特羽毛球國際挑戰賽       | 國際挑戰賽 | 男子雙打 | 亞軍   |

| 2007-2017年 | 首要超級賽 | 超級賽 | 黃金大獎賽 | 大獎賽 | 國際挑戰賽 | 國際系列賽 | 未來系列賽 | 其他 |

| 2018-2026年 | 總決賽 | 超級1000賽 | 超級750賽 | 超級500賽 | 超級300賽 | 超級100賽 | 國際挑戰賽 | 國際系列賽 | 未來系列賽 | 其他 |

### 奧運會和世錦賽參賽紀錄
|          | 2006 | 2007 | 2008         | 2009 | 2010 | 2011 | 2012       | 2013 | 2014 | 2015 | 2016       | 2017 | 2018 | 2019 | 2020       | 2021 | 2022 | 2023 | 2024       |
| -------- | ---- | ---- | ------------ | ---- | ---- | ---- | ---------- | ---- | ---- | ---- | ---------- | ---- | ---- | ---- | ---------- | ---- | ---- | ---- | ---------- |
| 男子單打 | 64強 | 32強 | 第一輪(64強) | －   | 32強 | 16強 | 小組第二名 | 16強 | 32強 | 64強 | 小組第二名 | 64強 | 32強 | 64強 | 小組第二名 | 64強 | 64強 | 64強 | 小組第二名 |